# Kommalamari, Chik Ballapur
Kommalamari là một làng thuộc tehsil Chik Ballapur, huyện Kolar, bang Karnataka, Ấn Độ.